# Keteleeria davidiana
Keteleeria davidiana är en tallväxtart som först beskrevs av Marcel C. Bertrand, och fick sitt nu gällande namn av Ludwig Beissner. Keteleeria davidiana ingår i släktet Keteleeria och familjen tallväxter. Artepitetet i det vetenskapliga namnet hedrar den franska naturforskaren Armand David.
Arten förekommer i Kina i provinserna Gansu, Guangxi, Guizhou, Hubei, Hunan, Shaanxi, Sichuan och Yunnan. Den hittas även på Taiwan och i Vietnam. Keteleeria davidiana växer i kulliga områden och i bergstrakter mellan 600 och 1000 meter över havet. Vädret i regionen är tempererat till varmt samt fuktig. Den årliga nederbördsmängden ligger mellan 1000 och 2000 mm.
Arten ingår vanligen i blandskogar med olika lövfällande träd samt med andra barrträd som Pinus massoniana, vitbarkig kinesisk tall, mandaringran, Cupressus funebris och Torreya grandis. På Taiwan hittas den även tillsammans med Podocarpus nakaii. Sällsynt kan Keteleeria davidiana bilda trädgrupper där inga andra trädarter ingår. Efter avverkningar skapar arten ofta skottskogar.
På fastlandet är inga hot mot beståndet kända. Populationen på Taiwan är liten på grund av omfattande skogsröjningar. IUCN kategoriserar arten globalt som livskraftig.

## Underarter
Arten delas in i följande underarter:
- K. d. davidiana
- K. d. formosana (på Taiwan)

## Bildgalleri

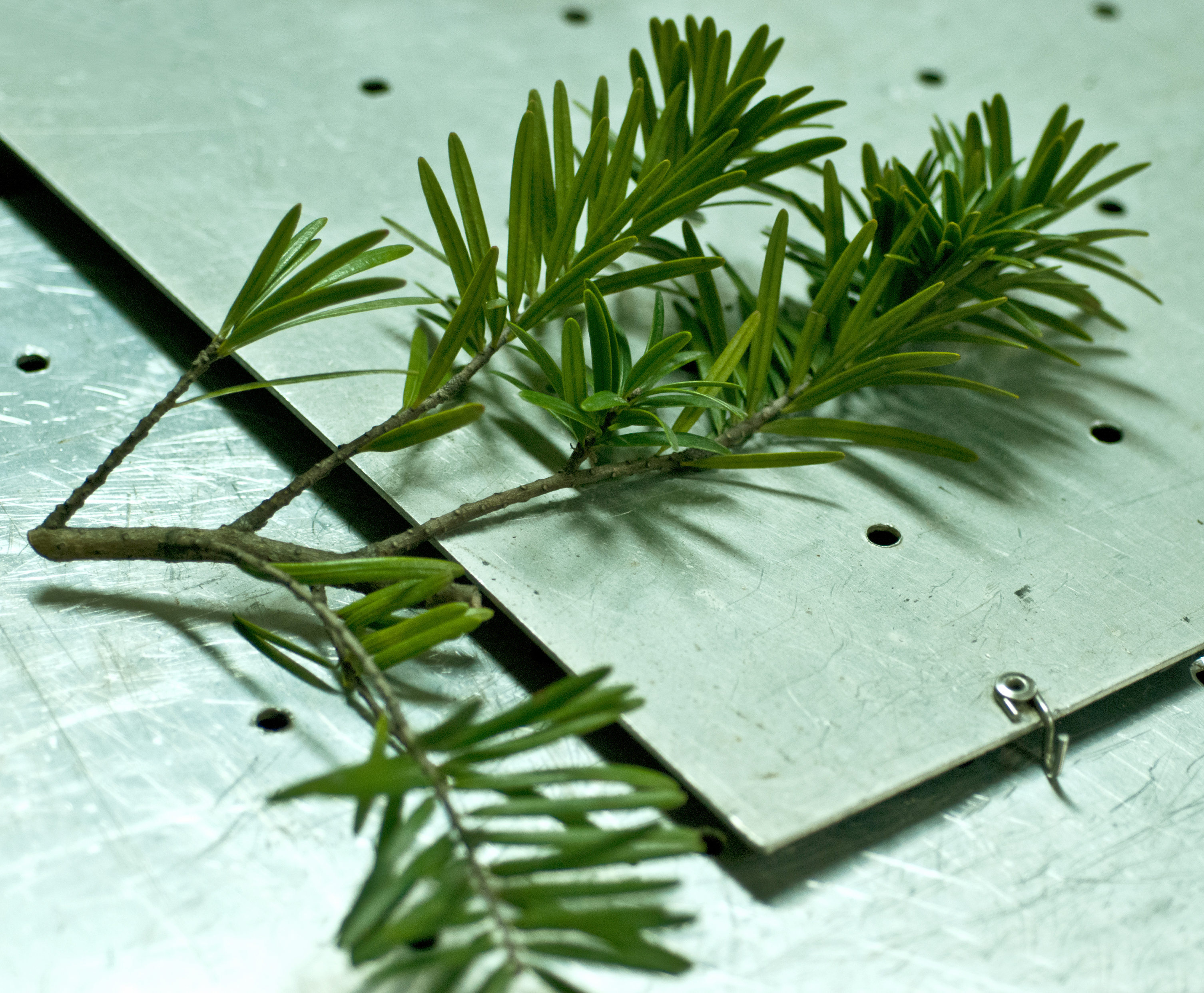
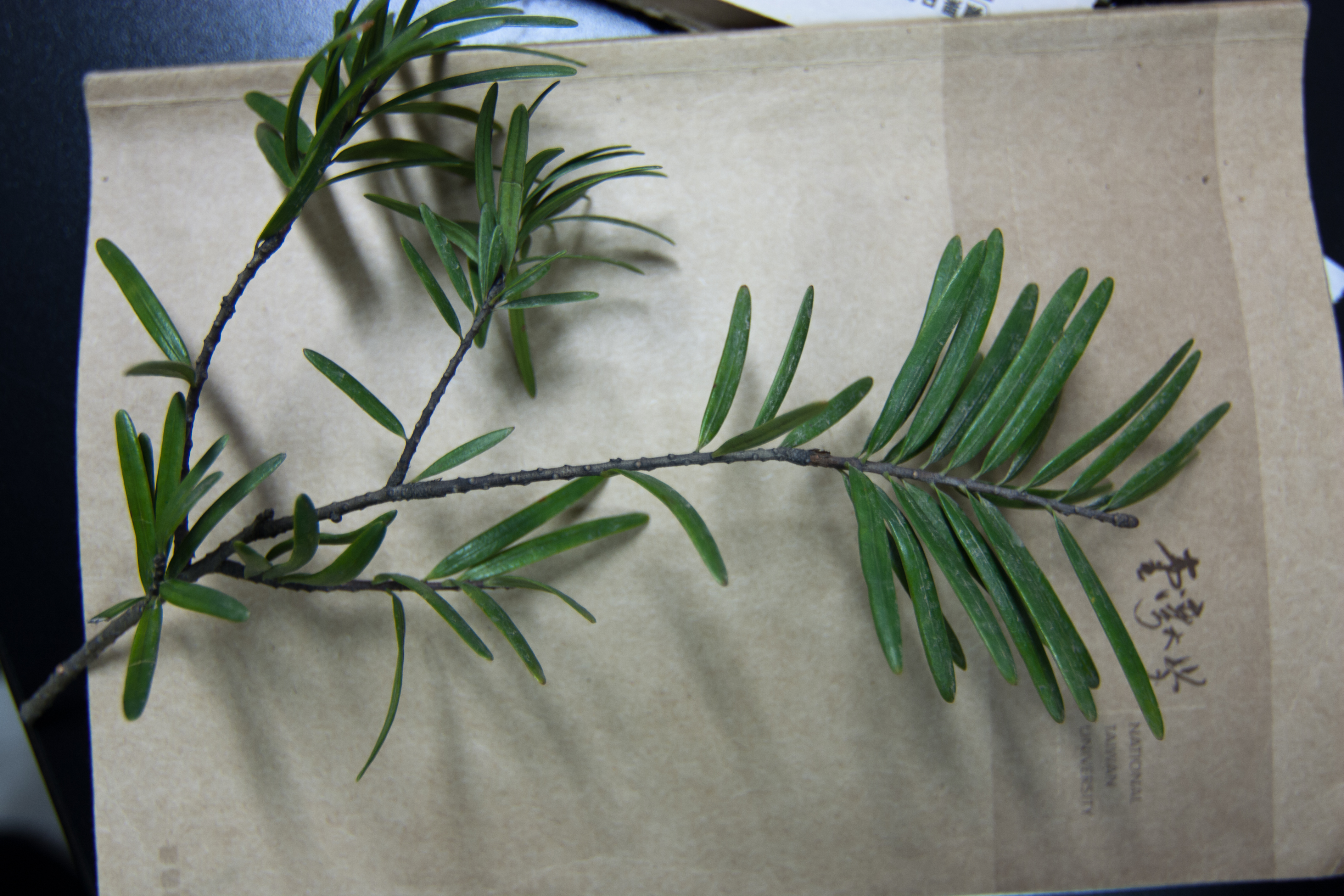
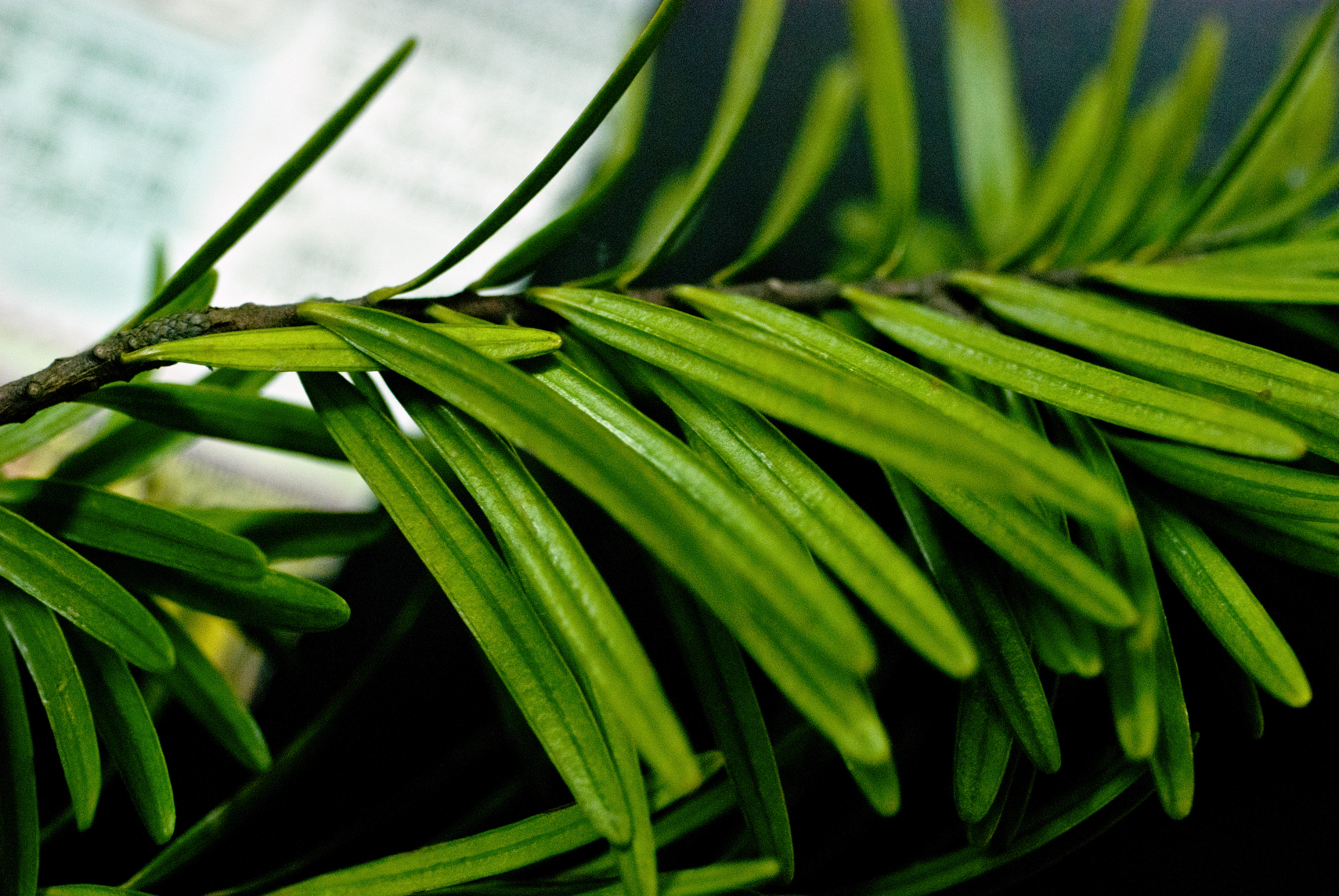
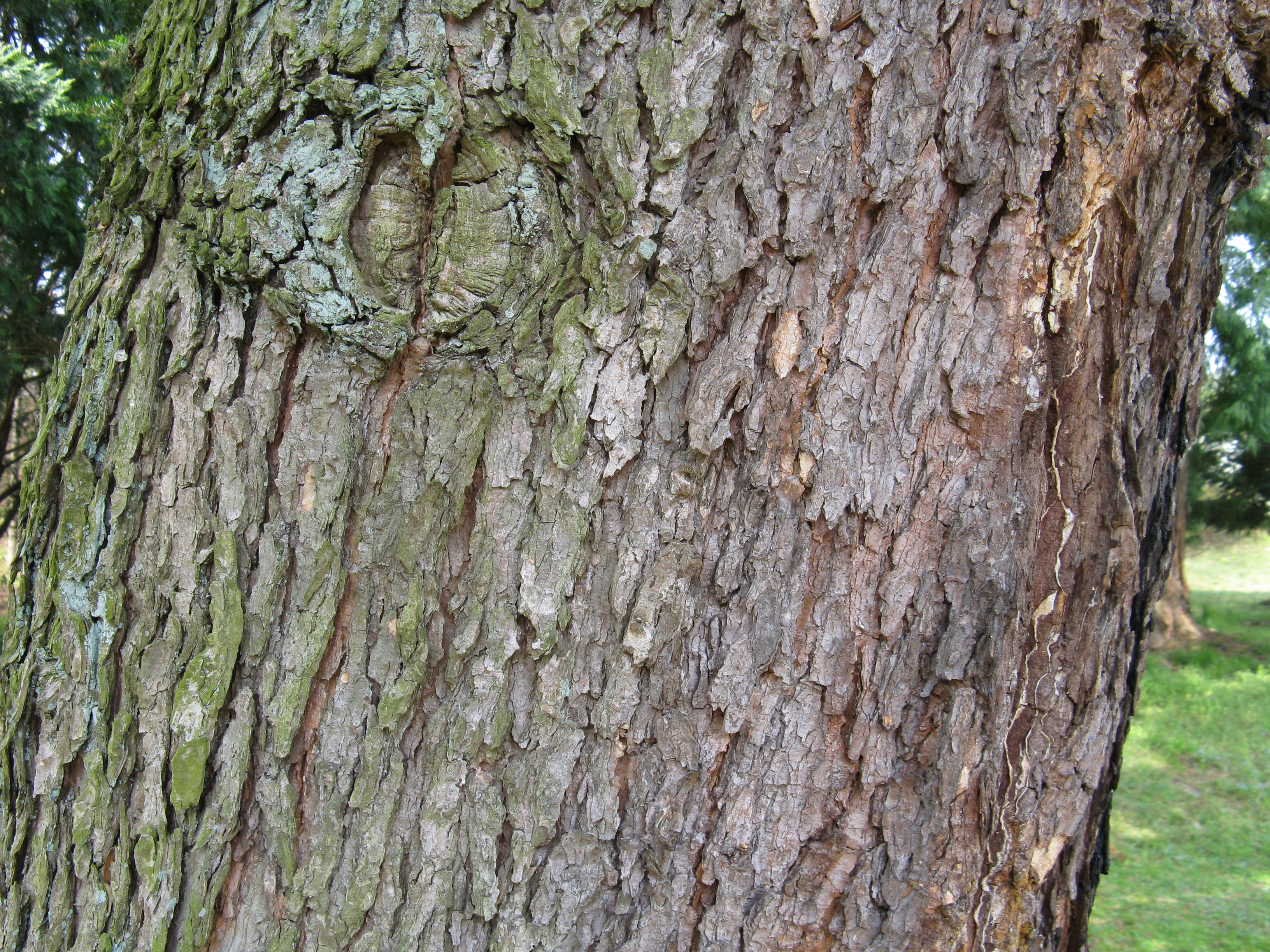
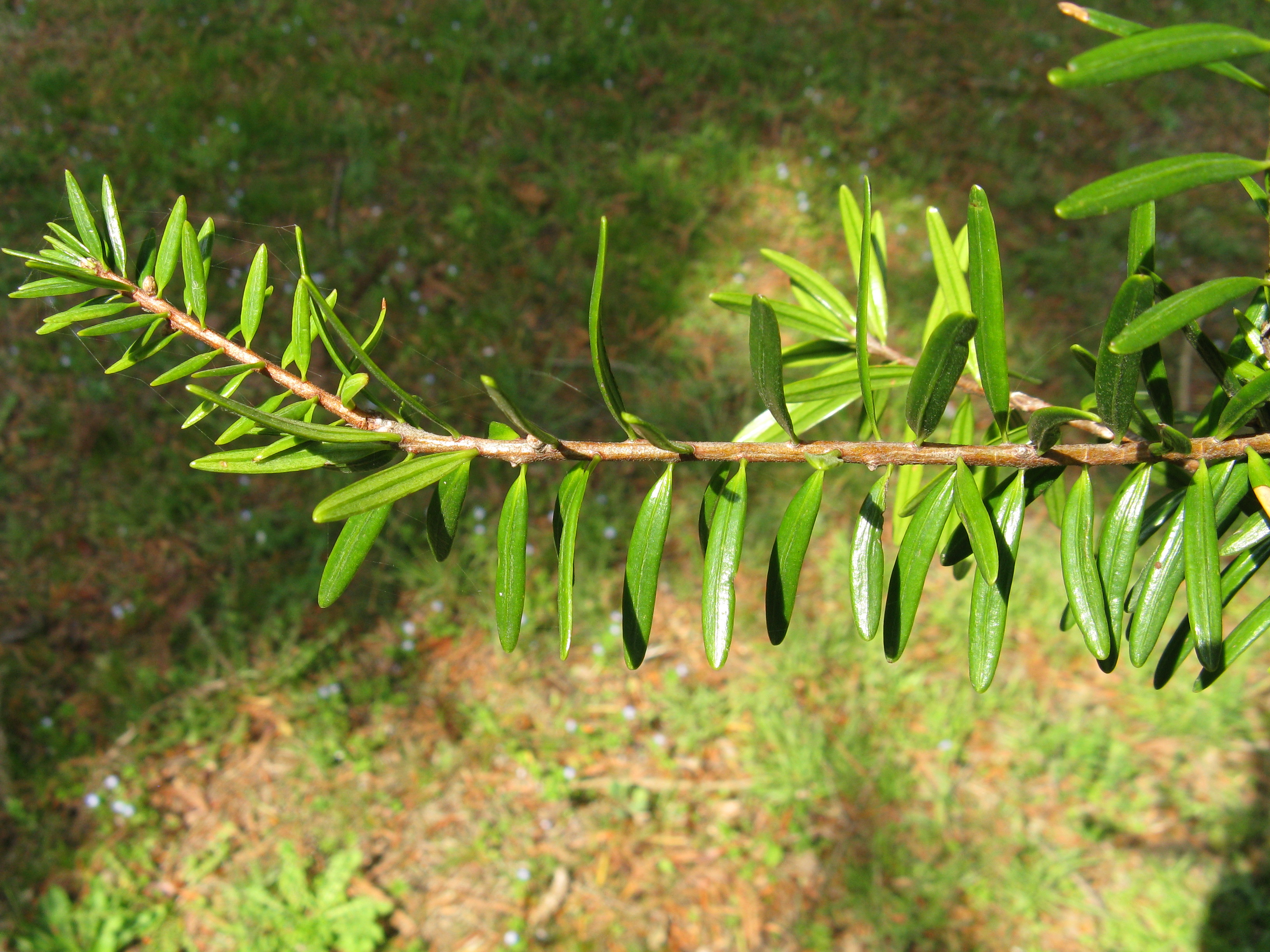
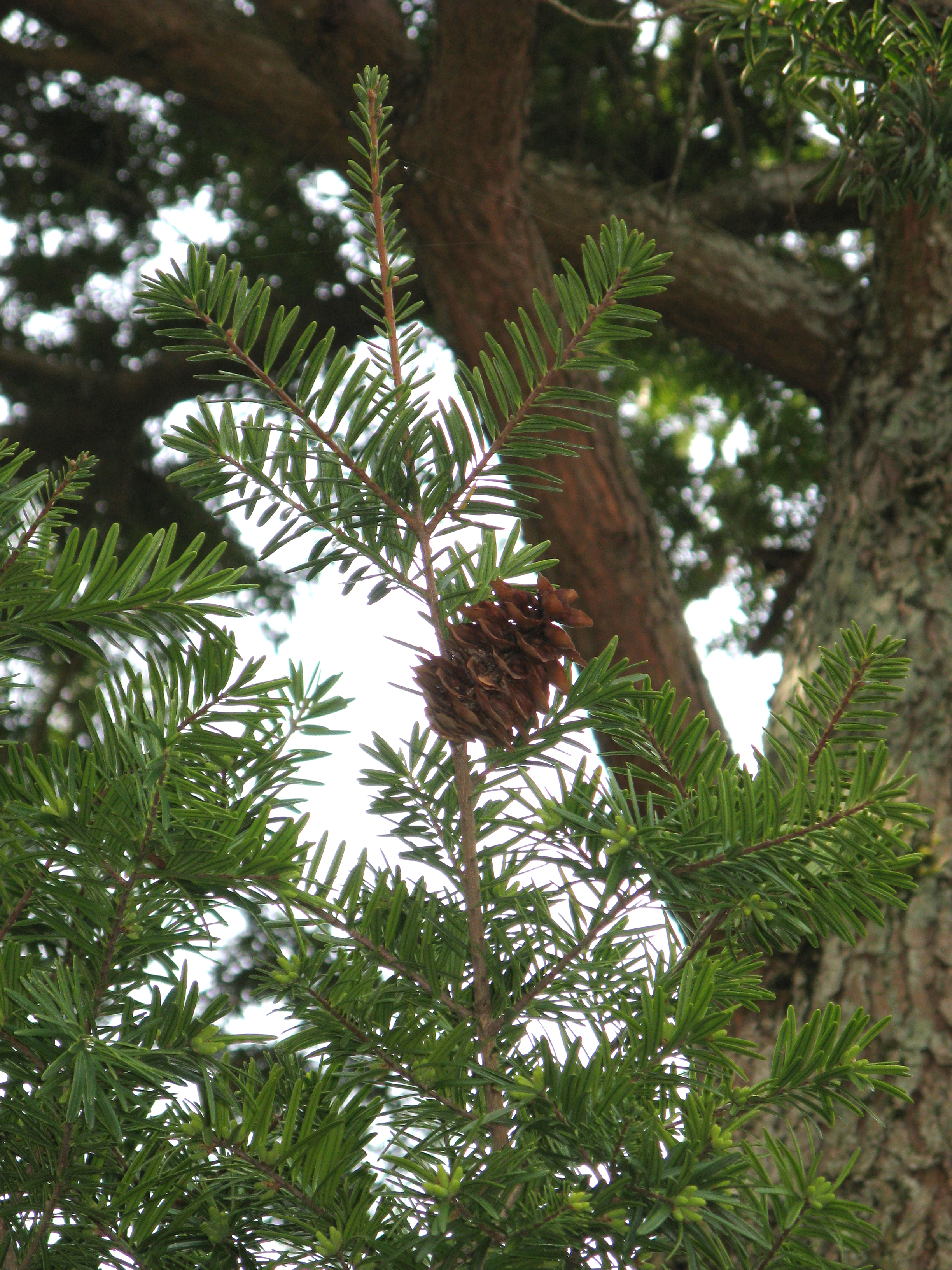